# Ciclohexano
El ciclohexano es un cicloalcano (o hidrocarburo alicíclico) formado por 6 átomos de carbono, y 12 átomos de hidrógeno, por lo que su fórmula es C6H12. La cadena de carbonos se encuentra cerrada en forma de anillo. Es un disolvente apolar muy utilizado con solutos del mismo tipo.
Se obtiene de la ciclación de compuestos alifáticos, o de la reducción del benceno con hidrógeno a altas presiones en presencia de un catalizador. Se funde al llegar a los 7°C.
Una de sus aplicaciones más importantes es la producción del nailon (nylon). 

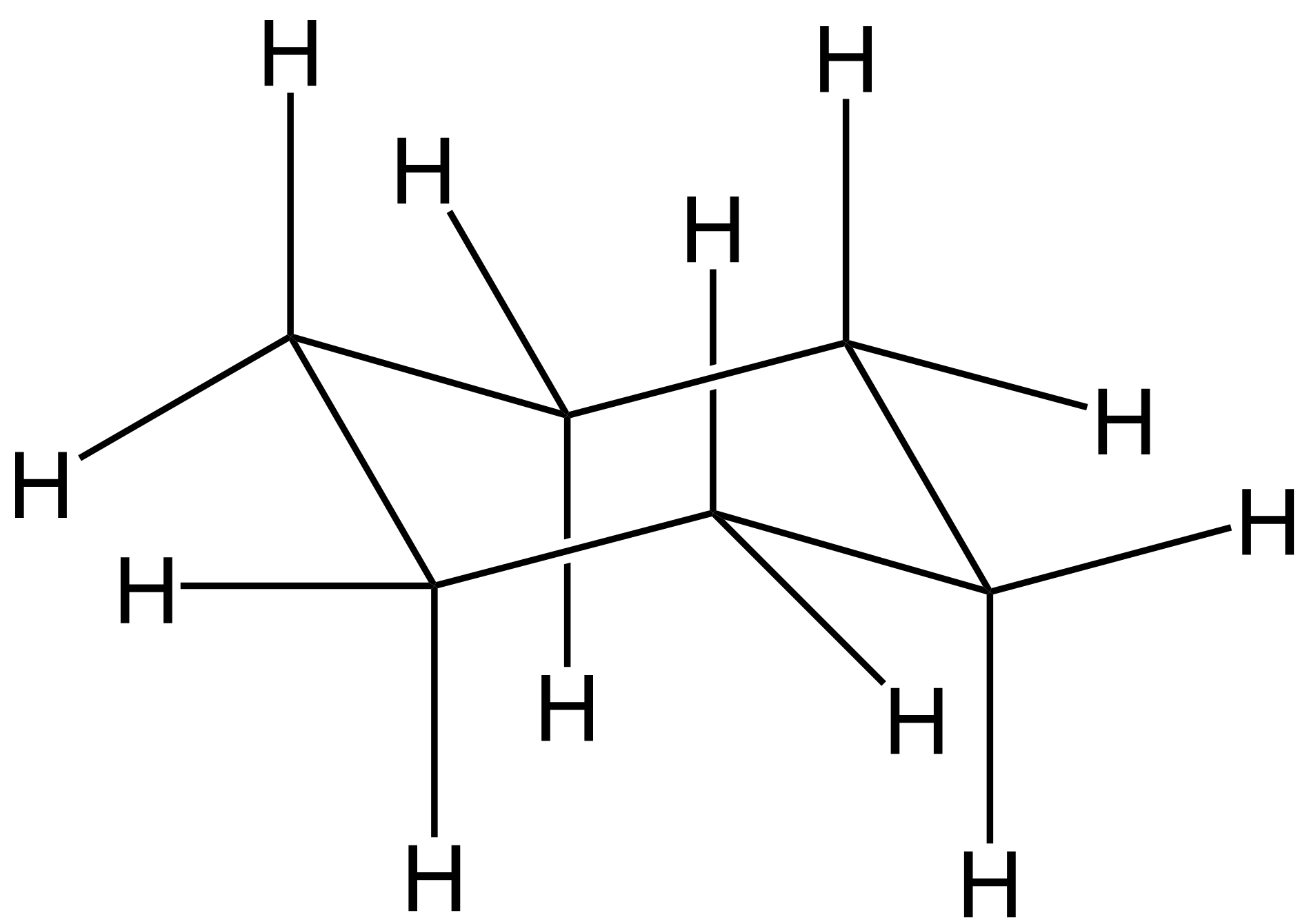
Estructura del ciclohexano.

Estructura tridimensional del ciclohexano.

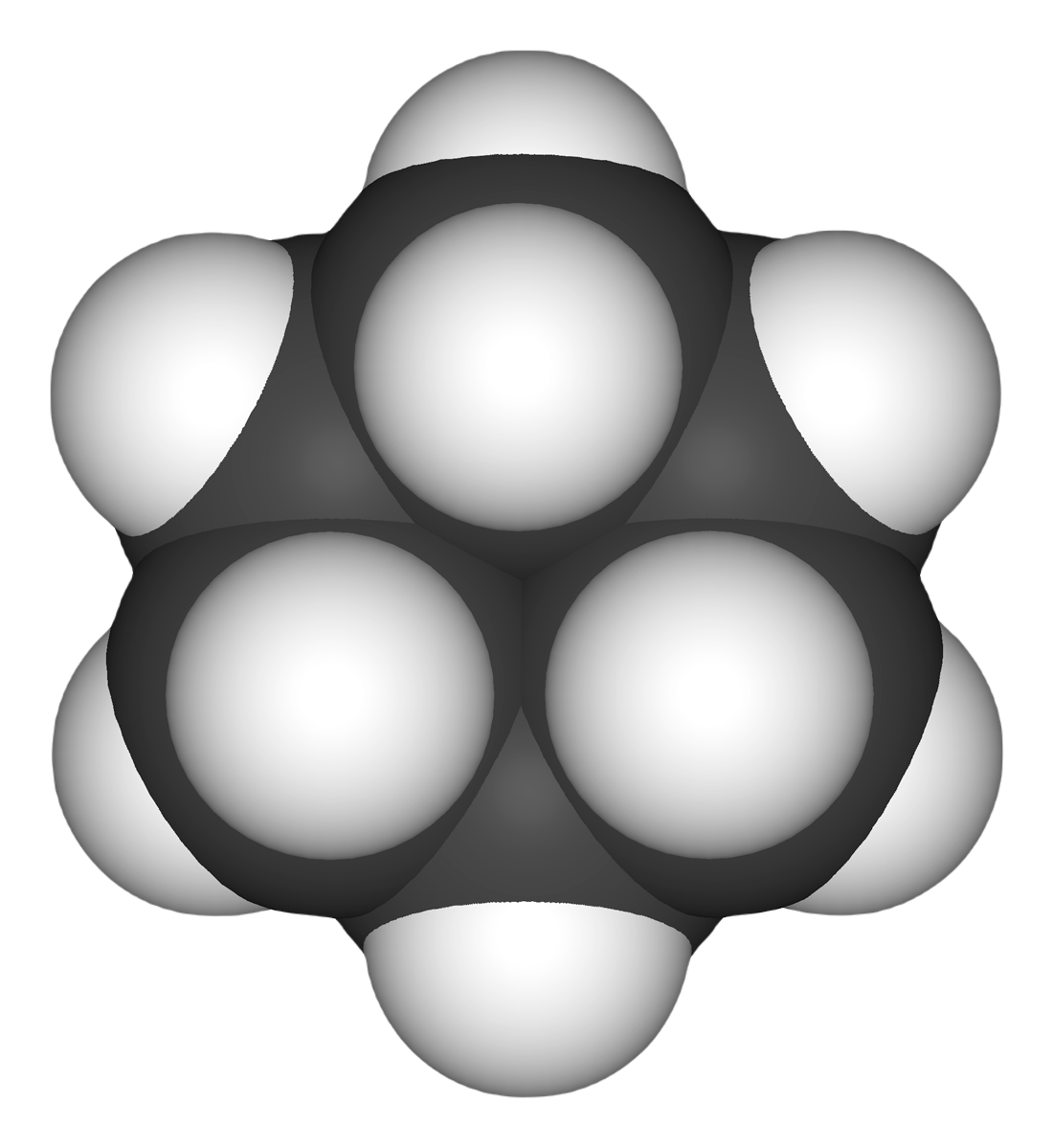
estructura 3D de una molécula.

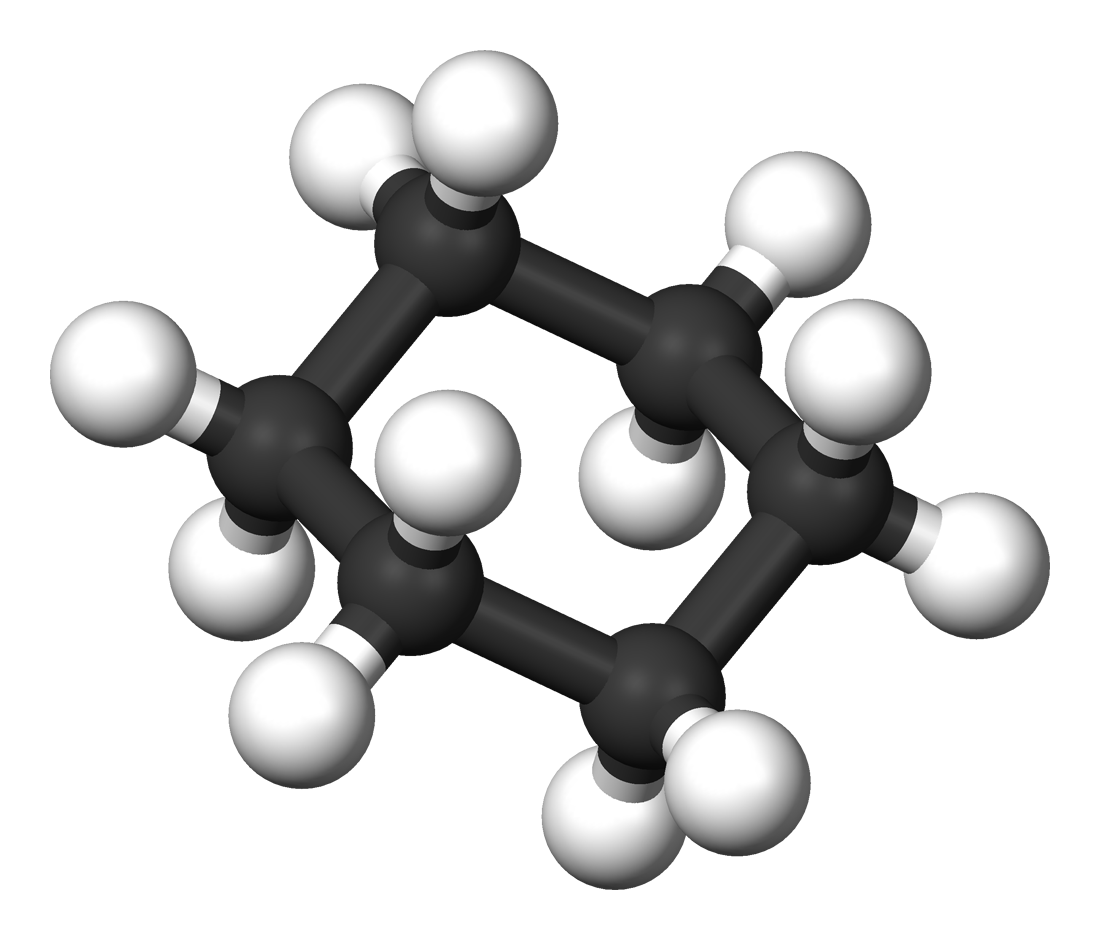
Modelo tridimensional de varas y esferas del ciclohexano en la conformación silla.